# علم جزر مارشال

علم جزر مارشال

أعتمد علم جزر مارشال الحالي في 1 أيار - مايو من سنة 1979 عندما كانت هذه الجزر تتمتع بالحكم الذاتي.

## معنى الوان العلم
- الأشعة 24 الموجودة في النجمة البيضاء ترمز إلى 24 دائرة انتخابية في جزر مارشال أما الأشعة الأربعة الكبيرة فترمز إلى المناطق الأربع الرئيسية في جزر مارشال (Majuro، Jaluit، Wotje وEbeye).
- الأزرق: يرمز إلى المحيط الهادي.
- الشريط الأبيض: يرمز إلى سلسلة جزر راتاك شاين (بالإنجليزية: Ratak Chain)‏ والتي تعني (شروق الشمس) وكذلك يرمز اللون الأبيض كذلك إلى السلام.
- الشريط البرتقالي: يرمز إلى سلسلة جزر راليك شاين (بالإنجليزية: Ralik Chain)‏ والتي تعني (غروب الشمس) وكذلك يرمز اللون البرتقالي إلى الشجاعة والنجاح.

## أعلام سابقة

علم منظمة الأمم المتحدة المستخدم في جزر مارشال مابين عامي 1947 - 1965.
العلم المستخدم في جزر مارشال مابين عامي 1965 - 1979.